# Rhyacophila szeptyckii
Rhyacophila szeptyckii är en nattsländeart som beskrevs av Malicky 1993. Rhyacophila szeptyckii ingår i släktet Rhyacophila och familjen rovnattsländor. Inga underarter finns listade i Catalogue of Life.